# Zanclorhynchus spinifer
Zanclorhynchus spinifer is een  straalvinnige vissensoort uit de familie van congiopoden (Congiopodidae). De wetenschappelijke naam van de soort is voor het eerst geldig gepubliceerd in 1880 door Günther.
De soort staat op de Rode Lijst van de IUCN als niet bedreigd, beoordelingsjaar 2009.